# Joaquín Pereira Becerra
Joaquín Pereira Barreiro (Ambato, 1812-Cuaspud, 1895) fue un militar ecuatoriano.

## Biografía
Joaquín Pereira Barreiro nació en la Villa de Ambato, Ecuador, en 1812. Hijo del político y militar Español  Antonio Pereira y Ruiz, y de la riobambeña Manuela Barreiro
Realizó sus primeros estudios en el colegio de los Jesuitas de su ciudad natal, y luego se trasladó a la ciudad de Guayaquil, donde se enroló en los ejércitos libertadores del general Flores. Participó activamente en el fallido proyecto de la restauración de la Gran Colombia, combatiendo en   Cuaspud, como jefe de división del batallón Guayas, con más de 600 hombres a su mando. Ejércitos que se enfrentaron a las milicias del batallón  2.º Vargas a cargo del coronel José María Vezga, de los ejércitos colombianos del entonces presidente de los Estados Unidos de Colombia, Tomas Cipriano de Mosquera.

## Participación en la batalla de Cuaspud
Gabriel García Moreno siendo presidente de Ecuador en 1861, quien junto al general Juan José Flores intentan restaurar la Gran Colombia, hecho impedido por la ruptura de las relaciones entre ambas naciones.
Moreno ordena al general Flores movilizar hacia el norte del Ecuador casi la totalidad de los batallones existentes en el territorio alrededor de 8200 hombres de infantería y 1150 Jinetes distribuidos en 4 divisiones: 1. Draquea 2. Salvador 3. Maldonado 4. Dávalos.
La primera división, Draquea se componía de los batallones 2.º de Pichincha, 1.º, 2.º,3.º de Imbabura y Babahoyo la segunda división, Salvador de los batallones de Guayas, Yaguachi, León y Oriente la 3.º división, Maldonado de los 1.º, 2.º Vengadores, Chimborazo y Daule y la 4.º División Dávalos de los Regimientos 1.º y 2.º y de la Brigada de Artillería; los Jefes de los batallones de la Primera División eran por su orden: Sáenz, Dalgo, Conde, Echanique y Rivadeneira; los de la 2.º: Pereira, Viteri, Echeverría y Mata, los de: 3.º Espinoza, Aparicio, Larrea y Campusano; los de la 4.º Maldonado, Ventimilla y Salazar.
Tras el fracaso de batalla el coronel Joaquín Pereira buscó refugio en casa de Dña. María Portillo y de D.Juan Naranjo en la vereda del Carchi municipio de Carlosama. Tras una fracasada búsqueda exhaustiva por parte de los soldados colombianos. Años más tarde decide crear un vínculo con la familia Naranjo Portillo, llevando en matrimonio a su hija Damiana.

## Matrimonio y descendencia
Joaquín Pereira Becerra, contrajo matrimonio en Carlosama, en el Templo de la Inmaculada Concepción en 1886 con Damiana Naranjo Portillo. De esta unión matrimonial nacieron sus hijos: Antonio Pereira Naranjo, Pablo Pereira Naranjo y Abraham Pereira Naranjo. De los que queda descendencia en Ecuador y Colombia.